# Žiga Jeglič
Žiga Jeglič (* 24. Februar 1988 in Kranj, SR Slowenien) ist ein slowenischer Eishockeyspieler, der seit Juli 2020 bei den Fischtown Pinguins Bremerhaven aus der Deutschen Eishockey Liga (DEL) unter Vertrag steht und dort auf der Position des linken Flügelstürmers spielt. Zuvor war Jeglič bereits für den ERC Ingolstadt in der DEL aktiv, mit dem er im Jahr 2014 die Deutsche Meisterschaft gewann. Ebenso war der Slowene in nahezu allen Topligen Europas aktiv.

## Karriere
Žiga Jeglič durchlief seine Ausbildung zum Eishockeyspieler beim HK MK Bled, für dessen U20-Junioren er von 2003 bis 2007 in der höchsten slowenischen Spielklasse dieser Altersklasse aktiv war. Zudem spielte er von 2005 bis 2007 für Bleds Seniorenmannschaft in der viertklassigen Kärntner Landesliga. Im Jahr 2007 wurde er vom HK Jesenice verpflichtet und empfahl sich mit guten Leistungen beim Partnerteam HD mladi Jesenice in der slowenischen Eishockeyliga für die Kampfmannschaft, die zu diesem Zeitpunkt in der österreichischen Erste Bank Eishockey Liga (EBEL) auflief. Mit Jesenice wurde er in den Jahren 2010 und 2011 jeweils Slowenischer Meister. In der Saison 2010/11 bildete er gemeinsam mit Rok Tičar und Robert Sabolič eine Sturmformation, die trotz ihrer Jugend – keiner der Spieler war zu Saisonbeginn älter als 22 Jahre – zu einer der wichtigsten Reihen ihres Klubs heranwuchs, wobei alle drei Spieler in den vorderen Reihen der Topscorer-Wertung zu finden waren. Nach dem Saisonende in Österreich, verbrachte er den Rest der Spielzeit erneut mit Jesenice in der slowenischen Eishockeyliga und gewann mit seiner Mannschaft den vierten nationalen Meistertitel in Folge.

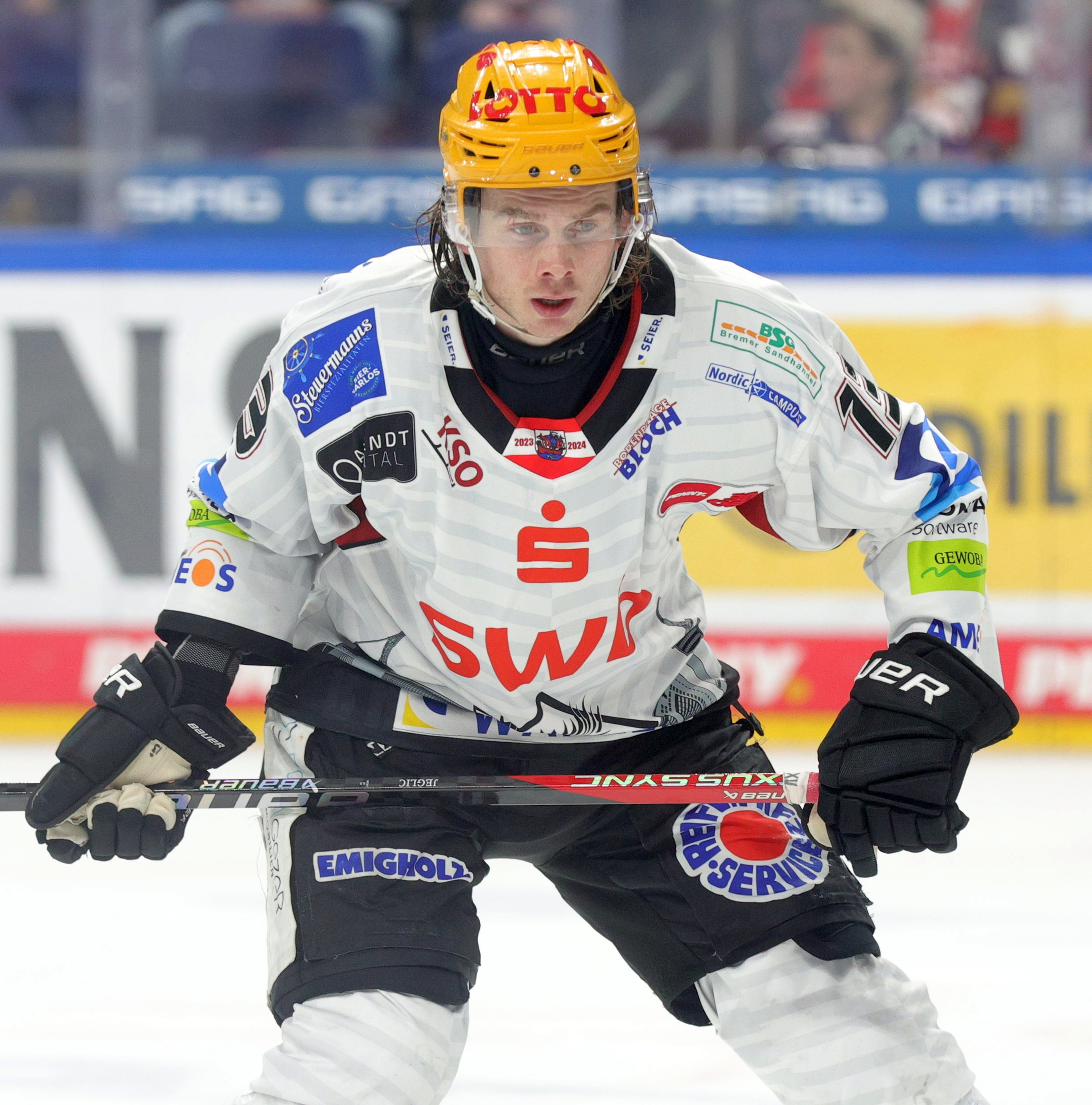
Jeglič im Trikot der Fischtown Pinguins Bremerhaven (2024)

Im Mai 2011 wurde Jeglič von Södertälje SK aus der zweitklassigen schwedischen Allsvenskan verpflichtet, bei denen er einen Kontrakt für zwei Jahre unterschrieb. Nachdem er ab Sommer 2013 zunächst bei Porin Ässät in der finnischen Liiga gespielt hatte, stand er ab Dezember 2013 beim ERC Ingolstadt in der Deutschen Eishockey Liga (DEL) unter Vertrag und gewann mit diesem 2014 die Deutsche Meisterschaft. Nach diesem Erfolg wurde er vom HC Slovan Bratislava aus der Kontinentalen Hockey-Liga (KHL) verpflichtet, wo er erneut mit Rok Tičar zusammenspielen sollte. Im Sommer 2017 wechselte der Slowene zum Ligakonkurrenten Torpedo Nischni Nowgorod nach Russland, den er aber bereits im Oktober 2017 wieder verließ und bei Neftechimik Nischnekamsk anheuerte. Nach der Saison wechselte der Slowene wieder zu seinem Ex-Verein nach Bratislava, den er allerdings nach nur drei Scorerpunkten in 32 Spielen am Ende der Saison wieder verließ.
In der Saison 2019/20 heuerte Jeglič in Tschechien bei HC Zlín in der tschechischen Extraliga an, nach nur fünf Spielen wurde er allerdings an den Ligakonkurrenten BK Mladá Boleslav ausgeliehen, wo er sich in weiteren 33 Spielen 20 Scorerpunkte erarbeitete. Im Juli 2020 gaben die Fischtown Pinguins Bremerhaven aus der DEL bekannt, dass der Stürmer einen Zweijahresvertrag unterschrieben hatte. Im April 2022 wurde der auslaufende Vertrag vorzeitig verlängert. Am Ende der Saison 2023/24 feierte er mit der Mannschaft mit dem Gewinn der Vizemeisterschaft den bis dato größten Erfolg der Bremerhavener Vereinsgeschichte.

### International
Für Slowenien nahm Jeglič im Juniorenbereich an der U18-Junioren-Weltmeisterschaft 2006 sowie den U20-Junioren-Weltmeisterschaften 2007 und 2008 jeweils in der Division I teil. Bei der Weltmeisterschaft 2010 debütierte er für die Senioren-Nationalmannschaft in der Division I. Mit dieser gelang ihm der Aufstieg in die Top-Division, wobei er mit insgesamt elf Scorerpunkten, darunter zwei Tore, zum besten Stürmer der Gruppe B gewählt wurde. Zudem war er Topscorer und bester Vorlagengeber.
Anschließend vertrat er sein Land bei den Weltmeisterschaften der Top-Division 2011, 2013, 2015, 2017 und 2023. In den Jahren 2012, 2016 und 2022 nahm er mit seiner Mannschaft an der Division IA teil, wobei jeweils erneut der Aufstieg in die Top-Division gelang. Zudem vertrat er die slowenische Auswahl beim Qualifikationsturnier für die Olympischen Winterspiele 2014 und den Winterspielen im russischen Sotschi, bei denen die Slowenen den siebten Rang belegten, selbst. Auch bei der Olympiaqualifikation für die Winterspiele 2018 gelang ihm mit den Slowenen die Qualifikation für die Spiele, die diesmal im südkoreanischen Pyeongchang stattfanden. Dort bestritt er in der Folge drei Spiele für das slowenische Aufgebot, wurde allerdings beim Dopingtest am 19. Februar 2018 positiv auf den Bronchodilatator Fenoterol getestet und musste das olympische Dorf daraufhin verlassen. Später wurde er durch den Internationalen Sportgerichtshof für acht Monate gesperrt.
Nach der Sperre bestritt er mit der Nationalmannschaft in den Jahren 2019 und 2021 zwei Turniere zur Olympiaqualifikation für die Winterspiele 2022, bei denen eine erneute Qualifikation allerdings verpasst wurde. Im Rahmen der Weltmeisterschaft der Division IA 2022 erhielt er zahlreiche individuelle Auszeichnungen. Unter anderem wurde er als wertvollster Spieler und bester Stürmer ausgezeichnet sowie ins All-Star-Team gewählt, nachdem er das Turnier als Topscorer beendet hatte. An der Qualifikation für die Olympischen Winterspiele 2026 im September 2024 nahm er ebenso teil.

## Erfolge und Auszeichnungen
- 2010 Slowenischer Meister mit dem HK Jesenice
- 2011 Slowenischer Meister mit dem HK Jesenice
- 2014 Deutscher Meister mit dem ERC Ingolstadt
- 2024 Deutscher Vizemeister mit den Fischtown Pinguins Bremerhaven

### International
| - 2010 Aufstieg in die Top-Division bei der Weltmeisterschaft der Division I, Gruppe B - 2010 Topscorer der Weltmeisterschaft der Division I, Gruppe B - 2010 Bester Vorlagengeber der Weltmeisterschaft der Division I, Gruppe B - 2010 Bester Stürmer der Weltmeisterschaft der Division I, Gruppe B - 2012 Aufstieg in die Top-Division bei der Weltmeisterschaft der Division IA - 2016 Aufstieg in die Top-Division bei der Weltmeisterschaft der Division IA | - 2022 Aufstieg in die Top-Division bei der Weltmeisterschaft der Division IA - 2022 Topscorer der Weltmeisterschaft der Division IA - 2022 Wertvollster Spieler der Weltmeisterschaft der Division IA - 2022 Bester Stürmer der Weltmeisterschaft der Division IA - 2022 All-Star-Team der Weltmeisterschaft der Division IA |

## Karrierestatistik
Stand: Ende der Saison 2024/25

### International
Vertrat Slowenien bei:
| - U18-Junioren-Weltmeisterschaft der Division I 2006 - U20-Junioren-Weltmeisterschaft der Division I 2007 - U20-Junioren-Weltmeisterschaft der Division I 2008 - Weltmeisterschaft der Division I 2010 - Weltmeisterschaft 2011 - Weltmeisterschaft der Division IA 2012 - Qualifikationsturnier für die Olympischen Winterspiele 2014 - Weltmeisterschaft 2013 - Olympischen Winterspielen 2014 - Weltmeisterschaft 2015 | - Weltmeisterschaft der Division IA 2016 - Qualifikationsturnier für die Olympischen Winterspiele 2018 - Weltmeisterschaft 2017 - Olympischen Winterspielen 2018 - Qualifikationsturnier für die Olympischen Winterspiele 2022 - Qualifikationsturnier für die Olympischen Winterspiele 2022 - Weltmeisterschaft der Division IA 2022 - Weltmeisterschaft 2023 - Qualifikationsturnier für die Olympischen Winterspiele 2026 |

(Legende zur Spielerstatistik: Sp oder GP = absolvierte Spiele; T oder G = erzielte Tore; V oder A = erzielte Assists; Pkt oder Pts = erzielte Scorerpunkte; SM oder PIM = erhaltene Strafminuten; +/− = Plus/Minus-Bilanz; PP = erzielte Überzahltore; SH = erzielte Unterzahltore; GW = erzielte Siegtore; 1 Play-downs/Relegation; Kursiv: Statistik nicht vollständig)